# Oberkalbach
Oberkalbach ist ein Ortsteil der Gemeinde Kalbach im osthessischen Landkreis Fulda.

## Geografie

### Geografische Lage
Oberkalbach liegt im Süden des Landkreises Fulda, am äußeren Nordhang des Landrückens auf einer Höhe von 385 m in einem Seitental der Fliede. Die Gemarkung Oberkalbach gehört zum Landschaftsschutzgebiet „Frauenstein“ und liegt im Naturpark Hessische Rhön.

### Nachbarorte
| Mittelkalbach |                                             | Uttrichshausen |
|               | Kompassrose, die auf Nachbargemeinden zeigt |                |
| Eichenried    |                                             | Heubach        |

### Gewässer
Durch den Ort fließen der Fennbach und der Kalbach.

## Geschichte

### Ortsgeschichte

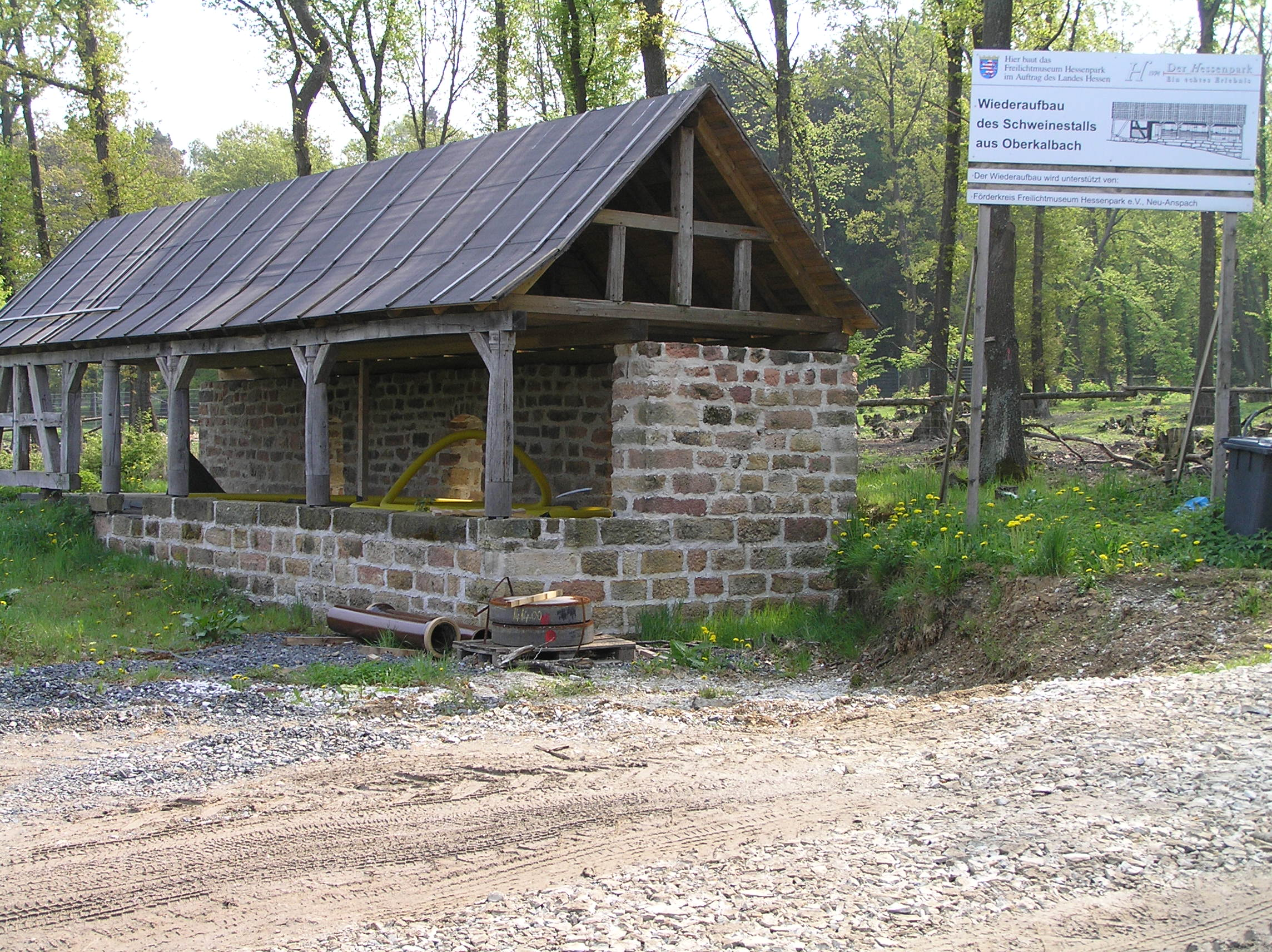
Wiederaufbau eines Schweinestalls aus Oberkalbach im Hessenpark in Neu-Anspach

Die älteste erhaltene urkundliche Erwähnung des Dorfes stammt aus dem Jahr 1167. Es gehörte im Mittelalter zum Amt Brandenstein, das benachbarte Mittelkalbach allerdings zum Amt Neuhof des Klosters Fulda. Seit 1316 wurde das Amt Brandenstein als Lehen des Bischofs von Würzburg an die Herrschaft Hanau, später die Grafschaft Hanau-Münzenberg vergeben. In der Reformation wurde die Grafschaft Hanau-Münzenberg letztendlich reformiert, so auch Oberkalbach.1717 wurde es von Hanau an den Landgrafen von Hessen-Kassel für ein Darlehen über 100.000 Gulden verpfändet und nie wieder ausgelöst. Seitdem wurde Oberkalbach wie ein Landesteil der Landgrafschaft verwaltet.
1803 wurde der Landgraf zum Kurfürsten erhoben und die Grafschaft Hanau-Münzenberg als Fürstentum Hanau bezeichnet. Während der napoleonischen Zeit stand das Amt Brandenstein und damit auch Oberkalbach ab 1806 unter französischer Militärverwaltung und von 1810 bis 1813 zum Großherzogtum Frankfurt. Anschließend fiel es wieder an das Kurfürstentum Hessen zurück. Nach der Verwaltungsreform des Kurfürstentums Hessen von 1821, im Rahmen derer Kurhessen in vier Provinzen und 22 Kreise eingeteilt wurde, ging das Amt Brandenstein im neu gebildeten Kreis Schlüchtern auf, wo es bis 1972 verblieb.
Hessische Gebietsreform (1970–1977)
Im Zuge der Gebietsreform in Hessen wurde zum 1. August 1972 die Gemeinde Oberkalbach kraft Landesgesetz ein Ortsteil der Großgemeinde Kalbach und zugleich dem Landkreis Fulda zugeordnet. Für Oberkalbach wurde, wie für die anderen Ortsteile von Kalbach, ein Ortsbezirk eingerichtet.

### Verwaltungsgeschichte im Überblick
Die folgende Liste zeigt die Staaten und Verwaltungseinheiten, denen Oberkalbach angehört(e):
- vor 1458: Heiliges Römisches Reich, Grafschaft Hanau
- ab 1458: Heiliges Römisches Reich, Grafschaft Hanau-Münzenberg, Amt Brandenstein
- ab 1643: Heiliges Römisches Reich, Landgrafschaft Hessen-Kassel (als Pfand), Grafschaft Hanau-Münzenberg, Amt Brandenstein
- ab 1803: Heiliges Römisches Reich, Landgrafschaft Hessen-Kassel, Fürstentum Hanau, Amt Brandenstein[Anm. 2]
- 1806–1810: Kaiserreich Frankreich,[Anm. 3] Fürstentum Hanau, Amt Brandenstein (Militärverwaltung)
- 1810–1813: Großherzogtum Frankfurt, Departement Hanau, Distrikt Altengronau
- ab 1816: Kurfürstentum Hessen,[Anm. 4] Fürstentum Hanau, Amt Altengronau, Gericht Brandenstein[7]
- ab 1821/22: Kurfürstentum Hessen, Provinz Hanau, Kreis Schlüchtern[8][Anm. 5]
- ab 1848: Kurfürstentum Hessen, Bezirk Hanau
- ab 1851: Kurfürstentum Hessen, Provinz Hanau, Kreis Schlüchtern
- ab 1867: Königreich Preußen,[Anm. 6] Provinz Hessen-Nassau, Regierungsbezirk Kassel, Kreis Schlüchtern
- ab 1871: Deutsches Reich, Königreich Preußen, Provinz Hessen-Nassau, Regierungsbezirk Kassel, Kreis Schlüchtern
- ab 1918: Deutsches Reich, Freistaat Preußen, Provinz Hessen-Nassau, Regierungsbezirk Kassel, Kreis Schlüchtern
- ab 1944: Deutsches Reich, Freistaat Preußen, Provinz Kurhessen, Landkreis Schlüchtern
- ab 1945: Amerikanische Besatzungszone,[Anm. 7] Groß-Hessen, Regierungsbezirk Wiesbaden, Landkreis Schlüchtern
- ab 1946: Amerikanische Besatzungszone, Hessen, Regierungsbezirk Wiesbaden, Landkreis Schlüchtern
- ab 1949: Bundesrepublik Deutschland, Hessen, Regierungsbezirk Wiesbaden, Landkreis Schlüchtern
- ab 1968: Bundesrepublik Deutschland, Hessen, Regierungsbezirk Darmstadt, Landkreis Schlüchtern
- ab 1972: Bundesrepublik Deutschland, Hessen, Regierungsbezirk Kassel, Landkreis Fulda, Gemeinde Kalbach

## Bevölkerung

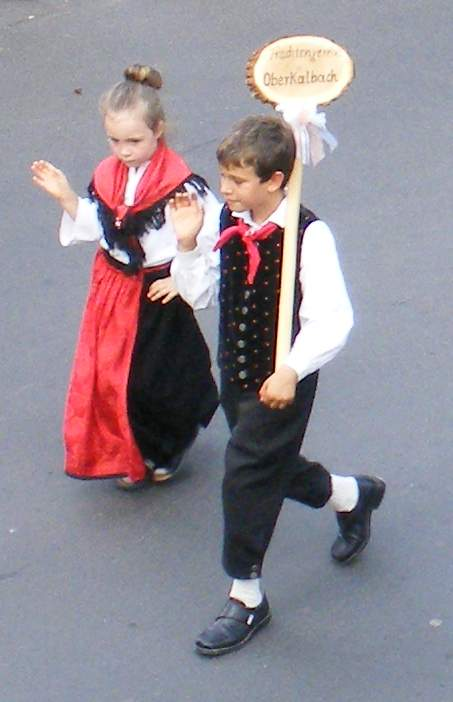
Tracht aus Oberkalbach

### Einwohnerentwicklung
| • 1812: | 71 Feuerstellen, 606 Seelen |

| Oberkalbach: Einwohnerzahlen von 1812 bis 2020 | Oberkalbach: Einwohnerzahlen von 1812 bis 2020 | Oberkalbach: Einwohnerzahlen von 1812 bis 2020 | Oberkalbach: Einwohnerzahlen von 1812 bis 2020 | Oberkalbach: Einwohnerzahlen von 1812 bis 2020 |
| --- | ---------------------------------------------- | ---------------------------------------------- | ---------------------------------------------- | ---------------------------------------------- |
| Jahr |                                                |                                                |                                                | Einwohner                                      |
| 1812 | 1812                                           |                                                | 606                                            | 606                                            |
| 1834 | 1834                                           |                                                | 701                                            | 701                                            |
| 1840 | 1840                                           |                                                | 739                                            | 739                                            |
| 1846 | 1846                                           |                                                | 788                                            | 788                                            |
| 1852 | 1852                                           |                                                | 751                                            | 751                                            |
| 1858 | 1858                                           |                                                | 728                                            | 728                                            |
| 1864 | 1864                                           |                                                | 708                                            | 708                                            |
| 1871 | 1871                                           |                                                | 702                                            | 702                                            |
| 1875 | 1875                                           |                                                | 689                                            | 689                                            |
| 1885 | 1885                                           |                                                | 723                                            | 723                                            |
| 1895 | 1895                                           |                                                | 696                                            | 696                                            |
| 1905 | 1905                                           |                                                | 699                                            | 699                                            |
| 1910 | 1910                                           |                                                | 692                                            | 692                                            |
| 1925 | 1925                                           |                                                | 625                                            | 625                                            |
| 1939 | 1939                                           |                                                | 546                                            | 546                                            |
| 1946 | 1946                                           |                                                | 748                                            | 748                                            |
| 1950 | 1950                                           |                                                | 722                                            | 722                                            |
| 1956 | 1956                                           |                                                | 606                                            | 606                                            |
| 1961 | 1961                                           |                                                | 592                                            | 592                                            |
| 1967 | 1967                                           |                                                | 586                                            | 586                                            |
| 1972 | 1972                                           |                                                | 587                                            | 587                                            |
| 1987 | 1987                                           |                                                | 606                                            | 606                                            |
| 1989 | 1989                                           |                                                | 687                                            | 687                                            |
| 1996 | 1996                                           |                                                | 737                                            | 737                                            |
| 2006 | 2006                                           |                                                | 775                                            | 775                                            |
| 2011 | 2011                                           |                                                | 780                                            | 780                                            |
| 2016 | 2016                                           |                                                | 806                                            | 806                                            |
| 2020 | 2020                                           |                                                | 821                                            | 821                                            |
| Datenquelle: Historisches Gemeindeverzeichnis für Hessen: Die Bevölkerung der Gemeinden 1834 bis 1967. Wiesbaden: Hessisches Statistisches Landesamt, 1968. Weitere Quellen: ; nach 1970: Gemeinde Kalbach; Zensus 2011 |                                                |                                                |                                                |                                                |

### Historische Religionszugehörigkeit
| • 1885: | 722 evangelische (= 99,86 %), ein katholischer (= 0,14 %) Einwohner       |
| • 1961: | 596 evangelische (= 96,11 %), 18 römisch-katholische (= 3,04 %) Einwohner |

## Religion
Im Ort steht eine evangelische Kirche. Diese wurde 1815 erbaut und 1972 renoviert. Der Taufstein mit Datum 1516 erinnert an die ältere Kirchengeschichte. 1545 wurde Oberkalbach selbständige Pfarrei. Die Evangelische Lukasgemeinde in Kalbach gehört zum Kirchenkreis Fulda im Sprengel Hanau-Hersfeld der Evangelischen Kirche von Kurhessen-Waldeck.

## Politik
Für Oberkalbach besteht ein Ortsbezirk (Gebiete der ehemaligen Gemeinde Oberkalbach) mit Ortsbeirat und Ortsvorsteher nach der Hessischen Gemeindeordnung.
Der Ortsbeirat besteht aus fünf Mitgliedern. Bei den Kommunalwahlen in Hessen 2021 betrug die Wahlbeteiligung zum Ortsbeirat 64,00 %. Es wurden gewählt vier Mitglieder der SPD und ein Mitglied der CDU. Der Ortsbeirat wählte Ewald Ickler (SPD) zum Ortsvorsteher.

## Wirtschaft und Infrastruktur
- Oberkalbach hat ein eigenes Bürgerhaus, ein evangelisches Gemeindehaus und einen zweigruppigen Kindergarten.
- Bei Oberkalbach befindet sich ein Solarpark mit einer Gesamtleistung von 365 kW. Die Anlage ist die bislang größte ihrer Art im Landkreis Fulda und wird von der ÜWAG-Tochter Synergie betrieben.[12]
- Außerdem besitzt das Dorf eine Sportanlage mit zwei Sportplätzen, einem Sporthaus und einer kleineren Halle.

Verkehr
- Durch den Ort führen die Landesstraßen 3206 und 3207.